# Чувари тајног краљевства
Чувари тајног краљевства (енгл. Epic) је амерички 3D рачунарски-анимирани акционо-авантуристички филм из 2013. године који је слабо базиран на Вилијам Џојсовој књизи Лифмен и храбре добре бубе. Филм је продуцирао Blue Sky Studios; написали Вилијам Џојс, Џејмс В. Харт, Данијел Шир, Том Ј. Естл и Мет Ембер и режирао Крис Веџ, режисер анимираних филмова Ледено доба и Роботи. Главне гласове дају Колин Фарел, Џош Хачерсон, Аманда Сајфред, Кристоф Валц, Азиз Ансари, Крис О'Дауд, Pitbull, Џејсон Судејкис, Стивен Тајлер и Бијонсе Ноулс.
Филм Чувари тајног краљевства је изашао 24. маја 2013. године од стране 20th Century Fox. Филм је добио помешан пријем критичара и зарадио 268 милиона долара, док буџет износи 93 милиона долара.
У Србији је премијера филма била 18. маја 2013. године у биоскопу Колосеј, док је стандардно биоскопско приказивање почело 24. маја 2013. године. Филм је приказиван синхронизован на српски језик. Дистрибуцију је радило предузеће MegaCom Film и синхрознизацију студио Moby. Српска синхронизација је објављена на иностраном (грчко-бугарско-хонгконшко-израелско-мађарско-исландско-корејско-кинеско-пољско-португалско-румунско-тајландском) blu-ray издању, док није познато је ли издата и на DVD.

## Радња
Мери Кетрин је ћерка професора Бомбе који је посвећен проучавању групе необичних ратника, заштитника шуме. Када Кетрин изненада доспе у њихов тајни универзум, затећи ће се усред борбе сила добра, које штите природу, и сила зла које желе да је униште. Док покушава да пронађе начин да се врати кући, она мора да удружи снаге са јединственим становницима шуме, како би сачували њихов и наш свет.

## Улоге
| Улога                 | Оригинални глас | Српски глас          |
| --------------------- | --------------- | -------------------- |
| Мери Кетрин           | Аманда Сајфред  | Теодора Ристовски    |
| Нод                   | Џош Хачерсон    | Марко Јанкетић       |
| Ронин                 | Колин Фарел     | Александар Срећковић |
| Бомба                 | Џејсон Судејкис | Синиша Убовић        |
| Ним Галу              | Стивен Тајлер   | Марко Живић          |
| Мандрејк              | Кристоф Валц    | Драган Вујић         |
| Маб                   | Азиз Ансари     | Срђан Јовановић      |
| Граб                  | Крис О'Дауд     | Марко Марковић       |
| Краљица Тара          | Бијонсе Ноулс   | Александра Радовић   |
| Буфо                  |                 | Никола Булатовић     |
| Мама Маслачак         | Малика Малет    | Душица Новаковић     |
| Кћи Маслачак          | Ема Кини        | Марта Чкоњевић       |
| Ролер-дерби девојчица | Роза Салазар    | Ивана Недељковић     |